# William Congreve
För andra betydelser, se William Congreve (olika betydelser).

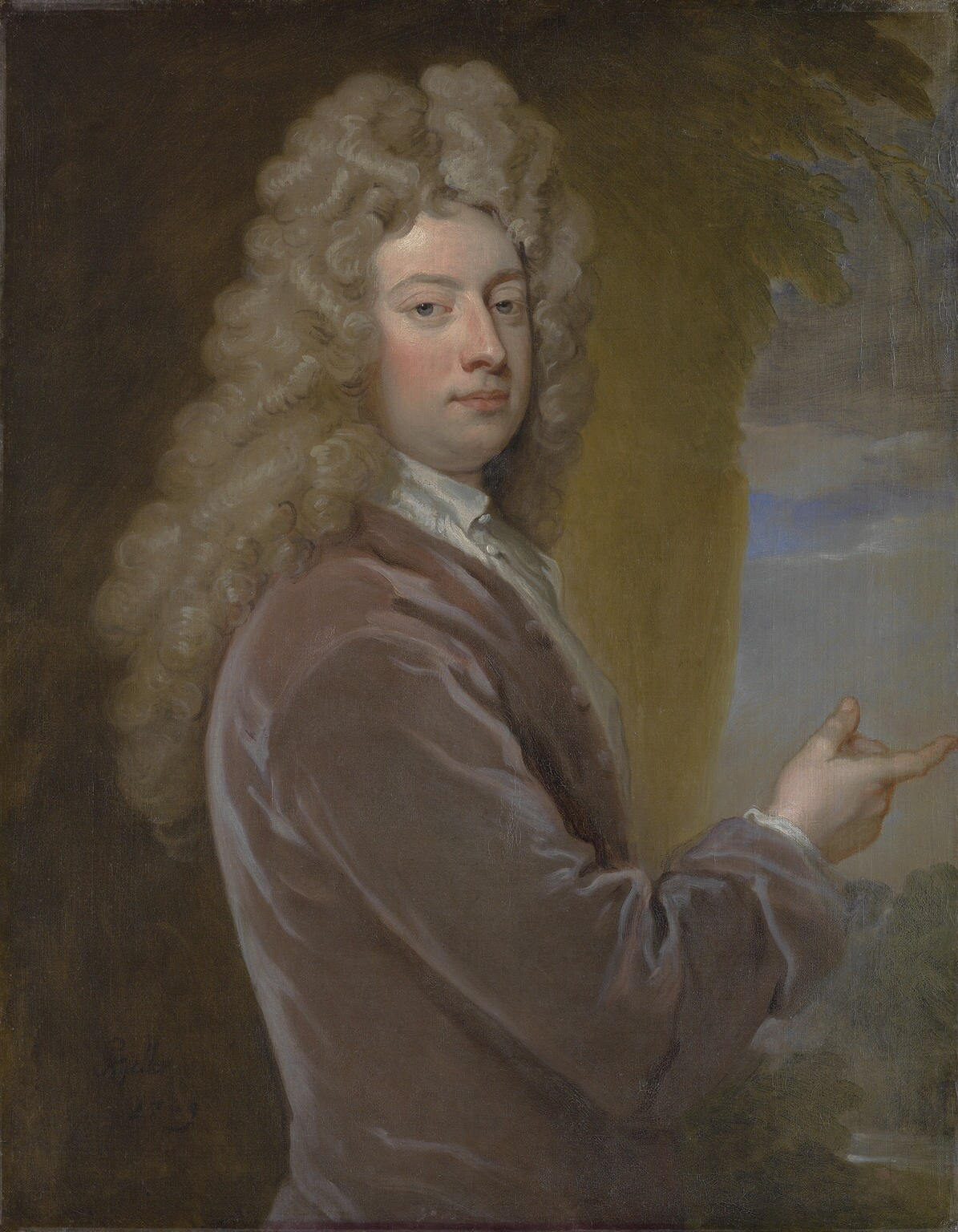
William Congreve (1709)

William Congreve, född 24 januari 1670 i Bardsey nära Leeds, Yorkshire, död 19 januari 1729 i London, var en engelsk dramatiker och poet.

## Unga år
Congreve föddes i Bardsey i västra Yorkshire, nära Leeds. Hans föräldrar var William Congreve (1637–1708) och hans fru, Mary (Browning; 1636?–1715); en syster begravdes i London 1672. Han tillbringade sin barndom på Irland, där hans far, en kavaljer, hade bosatt sig under Karl II:s regim. Congreve utbildade sig vid Trinity College i Dublin där han mötte Jonathan Swift, som skulle komma att bli hans vän under återstoden av hans liv. Efter utbildningen i Dublin, skrev han in sig vid Middle Temple i London för att studera juridik, men kände snart att han drogs mer till litteraturen och dramatiken. Konstnärligt, blev han en av John Drydens anhängare.

## Litterär karriär
William Congreve skrev flera populära engelska pjäser under det sena 1600-talet. Vid 30 års ålder hade han skrivit fyra komedier, däribland Love for Love (premiär 30 april 1695) och The Way of the World (premiär 1700), samt en tragedi, The Mourning Bride (1697)
Efter att ha skrivit fem pjäser mellan åren 1693 och 1700, skrev han inga fler då publiken plötsligt vände sig mot den sortens intelligenssnobbiga komedier vilka var hans specialitet. Han blev speciellt upprörd över kritik skriven av Jeremy Collier (A Short View of the Immorality and Profaneness of the English Stage), så pass att han skrev en lång replik, "Amendments of Mr. Collier's False and Imperfect Citations." Hans karriär skiftade nu i stället till att bli politisk och han innehade ett par mindre politiska positioner.

## De sista åren
Congreve drog sig tillbaka från teatern och levde under återstoden av sitt liv på inkomster från sina tidiga verk. Hans utgåvor från år 1700 och framåt begränsade sig till några enstaka dikter och några översättningar av andras verk bland annat Molières Monsieur de Pourceaugnac. Congreve gifte sig aldrig, dock misstänks han ha haft en dotter, Mary (1723–1764), tillsammans med Henrietta Godolphin, 2:a hertiginna av Marlborough. 
Så tidigt som 1710, led han av både gikt och grå starr. Congreve var inblandad i en vagnsolycka i september 1728, från vilken han aldrig återhämtade sig, han dog i London i januari 1729, och begravdes i Poets Corner, Westminster Abbey.

## Skådespel (urval)
- The old bachelor 1693
- The double-dealer 1693
- Love for love 1695 (på svenska, Kärlekens maskerad 1950)
- The mourning bride 1697
- The way of the world 1700 (på svenska, Människan i prydno 1954)